# Krivnjak
Krivnjak je nenaseljeni otočić uz zapadnu obalu otoka Molata. Od obale Molata je udaljen oko 120 metara.
Površina otoka je 1669 m2, a visina oko 1 metra.